# Archidiocèse de Maribor
L'archidiocèse de Maribor (Archidioecesis Mariborensis en latin, Nadškofija Maribor en slovène) est l'un des deux archidiocèses catholiques de Slovénie. Son siège est à Maribor en Basse-Styrie.
Créé le 5 mars 1962 à partir de l'ancien diocèse de Lavant, le diocèse de Maribor a été depuis 1968 suffragant à l'archidiocèse de Ljubljana. Le 7 avril 2006, il est élevé au rang d'archidiocèse par une constitution apostolique du pape Benoît XVI. Il supervise deux diocèses suffragants : celui de Celje et celui de Murska Sobota (de) ; ensemble, ils forment une province ecclésiastique.

## Histoire

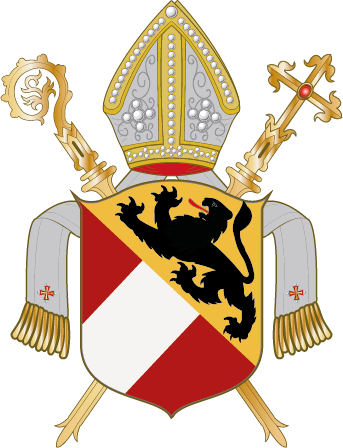
Les armoiries des prince-evêques de Lavant.

## Territoire
L'archidiocèse comprend approximativement les régions de la Drave (Podravska)  et de la Carinthie.
Le siège archiépiscopal est situé à Maribor, où se trouve la cathédrale Saint-Jean-Baptiste. À Ptuj se trouve l'église historique de Saint-Georges, construite sur les vestiges d'une basilique paléochrétienne du IVe siècle. L'archidiocèse compte également deux basiliques mineures : la basilique Sainte-Marie à Ptujska Gora (municipalité de Majšperk) et la basilique Marie-Mère-de-la-Miséricorde à Maribor.
Le territoire couvre une superficie de 3 682 km², et il est divisé en 144 paroisses.

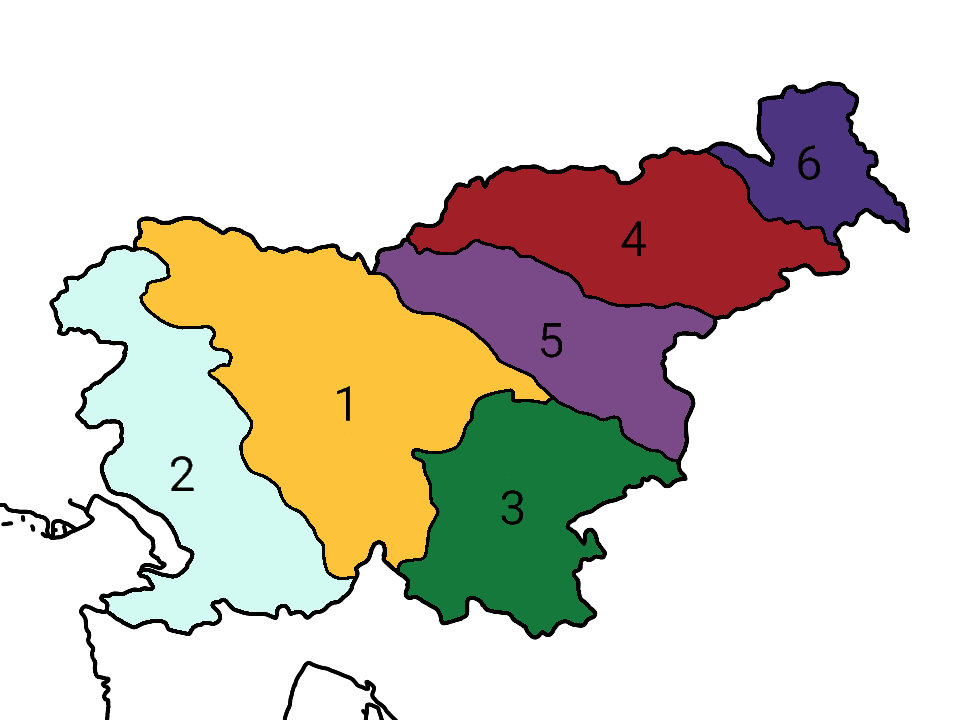
Les diocèses de Slovénie.
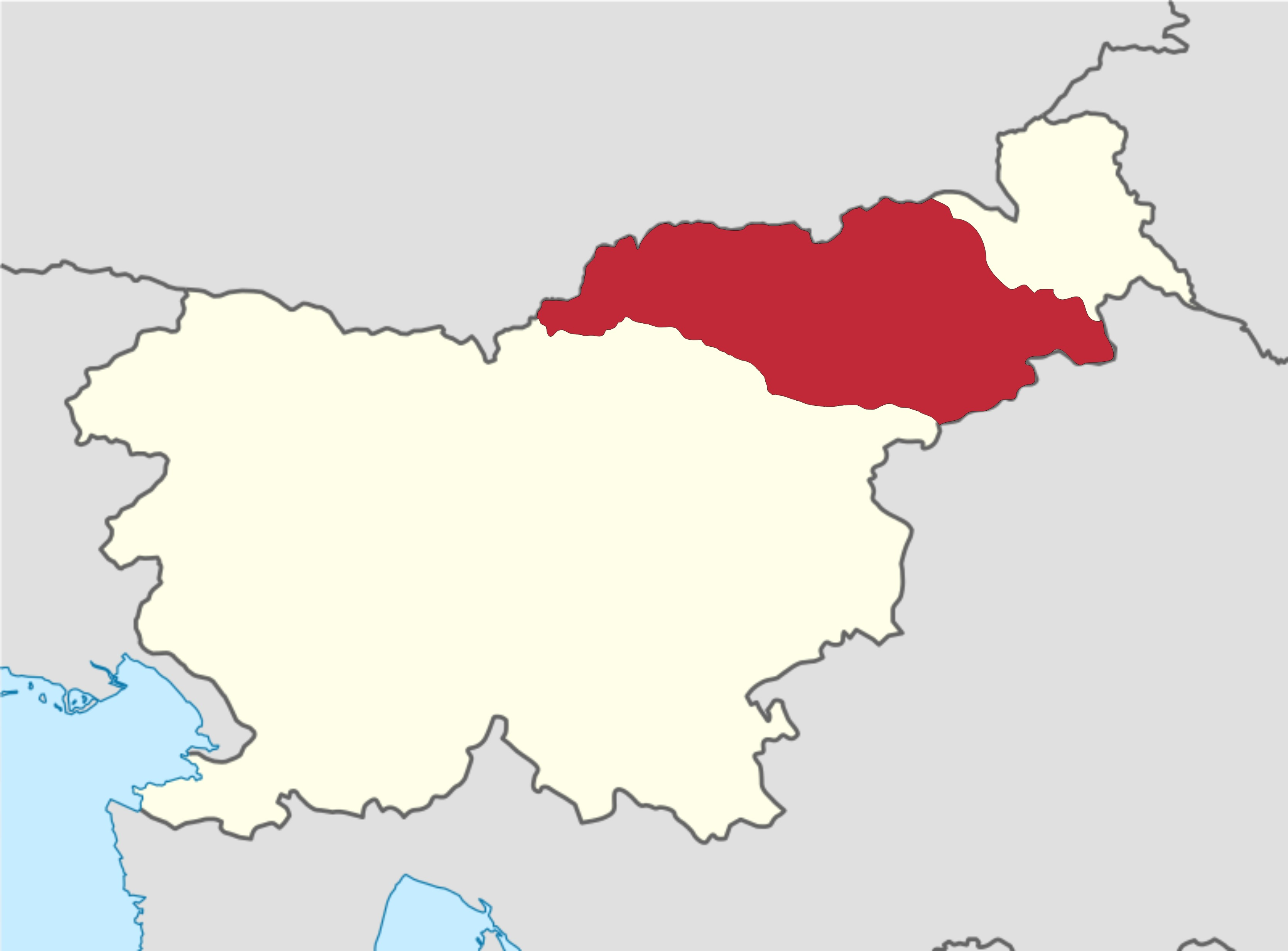
Localisation de l'archidiocèse.

## Liste des évêques puis archevêques

### Évêques de Lavant
- Ulrich von Haus (1228–1257)
- Karl von Friesach (1257–1260)
- Otto von Mörnstein (1260–1264)
- Almerich Grafendorfer (1265–1267)
- Herbord (1267–1275)
- Gerhard von Ennstal (1275–1284)
- Konrad von Fohnsdorf (1285–1291)
- Heinrich von Helfenberg (1291–1299)
- Wulfing von Stubenberg (1299–1304)
- Werner (1304–1316)
- Dietrich Wolfhauer (1317–1332)
- Heinrich Krafft (1332–1338)
- Heinrich von Leis (1338–1342)
- Heinrich III (1342–1356)
- Peter Kröll von Reichenhall (1357–1363)
- Heinrich Krapff (1363–1387)
- Ortolf von Offenstetten (1387–1391)
- Augustin (1389–1391)
- Nikolaus von Unhoscht (1391, n'est pas entré en fonction)
- Konrad Torer von Törlein (1391 en tant qu'administrateur, évêque 1397–1406)
- Ulrich II (1408–1411)
- Wolfhard von Ehrenfels (1411–1421)
- Friedrich Deys (1421–1423)
- Lorenz von Lichtenberg (1424–1432)
- Hermann von Gnas (1433–1436)
- Lorenz von Lichtenberg (1436–1446)

### Prince-évêques de Lavant
- Theobald Schweinpeck (1446–1462)
- Rudolf von Rüdesheim (1463–1468)
- Johann Roth (1468–1483), aussi prince-évêque de Wrocław
- Georg I (1483–1486)
- Erhard Paumgartner (1487–1508)
- Leonhard Peurl (1508–1536)
- Philipp Renner (1536–1555)
- Martin Herkules Rettinger von Wiespach (1556–1570)
- Georg Agricola (1570–1584), aussi évêque de Seckau
- Georg Stobäus von Palmburg (1584–1618)
- Leonhard von Götz (1619–1640)
- Albert von Priamis (1640–1654)
- Max Gandolf von Kuenburg (1654–1665)
- Sebastian von Pötting (1665–1673)
- Franz Kaspar von Stadion (1673–1704)
- Johann Sigmund von Kuenburg (1704–1708), puis évêque de Chiemsee
- Philipp Karl von Fürstenberg (1708–1718)
- Leopold Anton von Firmian (1718–1724), puis prince-archevêque de Salzbourg
- Joseph Oswald Graf von Attems (1724–1744)
- Virgilius Augustin Maria von Firmian (1744–1753)
- Johann Baptist von Thurn und Taxis (1754–1762)
- Joseph Franz Anton von Auersperg (1763–1772), puis évêque de Gurk et prince-évêque de Passau, cardinal
- Peter von Thun
- Franz Xaver von Breuner (1773–1777), puis évêque de Chiemsee
- Vinzenz Joseph von Schrattenbach (1777–1790)
- Gandolf Ernst Graf von Kuenberg (1790–1793)
- Vinzenz Joseph von Schrattenbach (1795–1800), second terme
- Leopold Maximilian von Firmian (1800–1822), puis archevêque de Vienne
- Ignaz Franz Zimmermann (1824–1843)
- Franz Xaver Kuttnar (1843–1846)
- Anton Martin Slomšek (en) (1846–1862), transfert du siège épiscopal à Maribor en 1859
- Jakob Ignaz Maximilian Stepischnegg (1862–1889)
- Mihael Napotnik (1889–1922)
- Andrej Karlin (1923–1933)
- Ivan Jožef Tomažič (1933–1949)
- Maksimilijan Držečnik (1949–1962)

### Évêques de Maribor
- 1962-1978 : Maksimilijan Držečnik
- 1980-2006 : Franc Kramberger

### Archevêques de Maribor
- 2006-2011 : Franc Kramberger
- 2011-2013 : Marjan Turnšek
- Depuis le 14 mars 2015 : Alojzij Cvikl, S.I